# Nordisk kombination vid olympiska vinterspelen 2018
Nordisk kombination vid olympiska vinterspelen 2018 arrangerades i Alpensia backhoppningsarena och Alpensia längdåkningsarena i Pyeongchang i Sydkorea. Totalt avgjordes 3 grenar.

## Medaljsammanfattning
| Gren                              | Guld                                                               | Guld                                                               | Silver                                                            | Silver                                                            | Brons                                                              | Brons                                                              |
| --------------------------------- | ------------------------------------------------------------------ | ------------------------------------------------------------------ | ----------------------------------------------------------------- | ----------------------------------------------------------------- | ------------------------------------------------------------------ | ------------------------------------------------------------------ |
| Normalbacke + 10 km Detaljer...   | Eric Frenzel Tyskland                                              | Eric Frenzel Tyskland                                              | Akito Watabe Japan                                                | Akito Watabe Japan                                                | Lukas Klapfer Österrike                                            | Lukas Klapfer Österrike                                            |
| Stor backe + 10 km Detaljer...    | Johannes Rydzek Tyskland                                           | Johannes Rydzek Tyskland                                           | Fabian Rießle Tyskland                                            | Fabian Rießle Tyskland                                            | Eric Frenzel Tyskland                                              | Eric Frenzel Tyskland                                              |
| Lagtävling + 4 x 5 km Detaljer... | Tyskland Vinzenz Geiger Fabian Rießle Eric Frenzel Johannes Rydzek | Tyskland Vinzenz Geiger Fabian Rießle Eric Frenzel Johannes Rydzek | Norge Jan Schmid Espen Andersen Jarl Magnus Riiber Jørgen Graabak | Norge Jan Schmid Espen Andersen Jarl Magnus Riiber Jørgen Graabak | Österrike Wilhelm Denifl Lukas Klapfer Bernhard Gruber Mario Seidl | Österrike Wilhelm Denifl Lukas Klapfer Bernhard Gruber Mario Seidl |

## Medaljtabell
| Pl. | Nation    | Guld | Silver | Brons | Totalt |
| --- | --------- | ---- | ------ | ----- | ------ |
| 1   | Tyskland  | 3    | 1      | 1     | 5      |
| 2   | Norge     | 0    | 1      | 0     | 1      |
| 2   | Japan     | 0    | 1      | 0     | 1      |
| 4   | Österrike | 0    | 0      | 2     | 2      |
|     | Totalt    | 3    | 3      | 3     | 9      |

### Fotnoter
1. ↑  ”Nordic combined” (på engelska). Pyeongchang 2018 Sport. Arkiverad från originalet den 18 maj 2017. https://web.archive.org/web/20170518101626/https://www.pyeongchang2018.com/en/olympicstory/sports/snow/nordic-combined/view. Läst 1 maj 2017.
2. ↑  Nordic Combined - Individual Gundersen NH/10km. pyeongchang2018.com. Läst 14 februari 2018.
3. ↑  Nordic Combined - Individual Gundersen LH/10km. pyeongchang2018.com. Läst 20 februari 2018.
4. ↑  Nordic Combined - Team Gundersen LH/4x5km. pyeongchang2018.com. Läst 22 februari 2018.